# Malvàcies
Les malvàcies (Malvaceae) són una família de plantes angiospermes de l'ordre de les malvals.
Són més de 4.000 espècies de plantes de distribució sobretot tropical, però també són presents en algunes zones temperades, que, al sistema APG IV vigent, es troben agrupades en més de 240 gèneres.

## Descripció
Entre les malvàcies trobem arbres, arbusts i herbes. Les fulles acostumen a ser enteres o dentades. El fruit és sovint una càpsula, però també es presenten altres formes com la baia o l'esquizocarp.

## Usos
Aquesta família conté espècies de gran importància econòmica que són molt conreades per a diversos aprofitaments que van des de l'alimentació fins als ornamentals passant per usos industrials. Com a productores de fibres tèxtils es poden citar les espècies de cotoner (Gossypium) o les del gènere Bombax, entre les usades en l'alimentació es troben, el cacau (Theobroma cacao), l'ocra (Abelmoschus esculentus), el dúrio (Durio zibethinus), espècies del gènere Cola o del baobab (Adansonia), entre les valorades per les seves propietats ornamentals es pot citar els gèneres Hibiscus, Alcea i els til·lers (Tilia), que, a més, són apreciats per al seva fusta i per les seves propietats medicinals.

## Taxonomia
Aquesta família va ser descrita per primer cop l'any 1789 a l'obra Genera Plantarum del botànic francès Antoine-Laurent de Jussieu.
Com d'altres famílies, les malvàcies han patit grans canvis a la seva classificació taxonòmica amb l'avenç de la filogènia molecular. Les antigues famílies Bombacaceae, Sterculiaceae i Tiliaceae van ser incloses dins les malvàcies l'any 2009 amb la publicació de la tercera versió del sistema APG.

### Sinònims
Els següents noms són sinònims de Malvaceae:
- Bombacaceae Kunth
- Byttneriaceae
- Sterculiaceae Vent.
- Tiliaceae Juss.

### Subfamílies
Dins les malvàcies es reconeixen les 9 subfamílies següents:
- Grewioideae Hochreutiner
- Byttnerioideae Burnett
- Tilioideae Arnott
- Helicteroideae Meisner
- Dombeyoideae Beilschmied
- Brownlowioideae Burret
- Sterculioideae Beilschmied
- Malvoideae Burnett
- Bombacoideae Burnett

### Gèneres
Dins d'aquesta família es reconeixen 244 gèneres:
- Abelmoschus Medik.
- Abroma Jacq.
- Abutilon Mill.
- Acaulimalva Krapov.
- Acropogon Schltr.
- Adansonia L.
- Aguiaria Ducke
- Akrosida Fryxell & Fuertes
- Alcea L.
- Allobriquetia Bovini
- Allosidastrum (Hochr.) Krapov., Fryxell & Bates
- Allowissadula D.M.Bates
- Althaea L.
- Alyogyne Alef.
- Ancistrocarpus Oliv.
- Andeimalva J.A.Tate
- Andringitra Skema
- Androcalva C.F.Wilkins & Whitlock
- Anisodontea C.Presl
- Anoda Cav.
- Anotea (DC.) Kunth
- Apeiba Aubl.
- Asterotrichion Klotzsch
- Ayenia L.
- Azanza Alef.
- Bakeridesia Hochr.
- Bastardiastrum (Rose) D.M.Bates
- Batesimalva Fryxell
- Bernoullia Oliv.
- Berrya Roxb.
- Billieturnera Fryxell
- Bombax L.
- Bombycidendron Zoll. & Moritzi
- Bordasia Krapov.
- Boschia Korth.
- Brachychiton Schott & Endl.
- Briquetia Hochr.
- Brownlowia Roxb.
- Burretiodendron Rehder
- Callianthe Donnell
- Callirhoe Nutt.
- Calyculogygas Krapov.
- Calyptraemalva Krapov.
- Camptostemon Mast.
- Carpodiptera Griseb.
- Catostemma Benth.
- Cavanillesia Ruiz & Pav.
- Ceiba Mill.
- Cenocentrum Gagnep.
- Cephalohibiscus Ulbr.
- Cheirolaena Benth.
- Chiranthodendron Larreat.
- Christiana DC.
- Cienfuegosia Cav.
- Clappertonia Meisn.
- Coelostegia Benth.
- Cola Schott & Endl.
- Colona Cav.
- Commersonia J.R.Forst. & G.Forst.
- Corchoropsis Siebold & Zucc.
- Corchorus L.
- Corynabutilon (K.Schum.) Kearney
- Craigia W.W.Sm. & W.E.Evans
- Cristaria Cav.
- Cullenia Wight
- Decaschistia Wight & Arn.
- Dendrosida J.E.Fryxell
- Desplatsia Bocq.
- Dicarpidium F.Muell.
- Dicellostyles Benth.
- Diplodiscus Turcz.
- Dirhamphis Krapov.
- Dombeya Cav.
- Duboscia Bocq.
- Durio Adans.
- Eleutherostylis Burret
- Entelea R.Br.
- Eremalche Greene
- Erinocarpus Nimmo ex J.Graham
- Eriolaena DC.
- Eriotheca Schott & Endl.
- Erioxylum Rose & Standl.
- Firmiana Marsili
- Franciscodendron B.Hyland & Steenis
- Fremontodendron Coult.
- Fryxellia D.M.Bates
- Fuertesimalva Fryxell
- Gaya Kunth
- Gilesia F.Muell.
- Glossostemon Desf.
- Glyphaea Hook.f.
- Goethalsia Pittier
- Gossypioides Skovst. ex J.B.Hutch.
- Gossypium L.
- Grewia L.
- Guazuma Mill.
- Guichenotia J.Gay
- Gynatrix Alef.
- Gyranthera Pittier
- Hafotra Dorr
- Hampea Schltdl.
- Hannafordia F.Muell.
- Harmsia K.Schum.
- Helicteres Pluk. ex L.
- Helicteropsis Hochr.
- Heliocarpus L.
- Herissantia Medik.
- Heritiera Aiton
- Hermannia L.
- Herrania Goudot
- Hibiscadelphus Rock
- Hibiscus L.
- Hildegardia Schott & Endl.
- Hochreutinera Krapov.
- Hoheria A.Cunn.
- Horsfordia A.Gray
- Howittia F.Muell.
- Huberodendron Ducke
- Humbertiella Hochr.
- Hydrogaster Kuhlm.
- Iliamna Greene
- Indagator Halford
- Jarandersonia Kosterm.
- Julostylis Thwaites
- Jumelleanthus Hochr.
- Kearnemalvastrum D.M.Bates
- Kitaibelia Willd.
- Kleinhovia L.
- Kokia Lewton
- Kosteletzkya C.Presl
- Kostermansia Soegeng
- Krapovickasia Fryxell
- Kydia Roxb.
- Lagunaria (A.DC.) Rchb.
- Lasiopetalum Sm.
- Lawrencia Hook.
- Lebronnecia Fosberg & Sachet
- Lecanophora Speg.
- Leptonychia Turcz.
- Luehea Willd.
- Lueheopsis Burret
- Lysiosepalum F.Muell.
- Malachra L.
- Malacothamnus Greene
- Malope L.
- Malva Tourn. ex L.
- × Malvalthaea Iljin
- Malvastrum A.Gray
- Malvaviscus Fabr.
- Malvella Jaub. & Spach
- Mansonia J.R.Drumm.
- Marcanodendron Doweld
- Matisia Bonpl.
- Maxwellia Baill.
- Megatritheca Cristóbal
- Megistostegium Hochr.
- Melhania Forssk.
- Melochia L.
- Meximalva Fryxell
- Microcos Burm. ex L.
- Modiola Moench
- Modiolastrum K.Schum.
- Mollia Mart.
- Monteiroa Krapov.
- Mortoniodendron Standl. & Steyerm.
- Napaea L.
- Nayariophyton T.K.Paul
- Neesia Blume
- Neobaclea Hochr.
- Neobrittonia Hochr.
- Neobuchia Urb.
- Neoregnellia Urb.
- Nesogordonia Baill.
- Nototriche Turcz.
- Ochroma Sw.
- Octolobus Welw.
- Pachira Aubl.
- Palaua Cav.
- Papuodendron C.T.White
- Patinoa Cuatrec.
- Pavonia Cav.
- Peltaea (C.Presl) Standl.
- Pentace Hassk.
- Pentapetes L.
- Pentaplaris L.O.Williams & Standl.
- Periptera DC.
- Perrierophytum Hochr.
- Phragmocarpidium Krapov.
- Phragmotheca Cuatrec.
- Phymosia Desv.
- Physodium C.Presl
- Pityranthe Thwaites
- Plagianthus J.R.Forst. & G.Forst.
- Pochota Ram.Goyena
- Pseudabutilon R.E.Fr.
- Pseudobombax Dugand
- Pseudocorchorus Capuron
- Pterocymbium R.Br.
- Pterospermum Schreb.
- Pterygota Schott & Endl.
- Quararibea Aubl.
- Radyera Bullock
- Reevesia Lindl.
- Rhodognaphalon (Ulbr.) Roberty
- Rhynchosida Fryxell
- Ripariosida Weakley & D.B.Poind.
- Robinsonella Rose & Baker f.
- Roifia Verdc.
- Rojasimalva Fryxell
- Ruizia Cav.
- Scaphium Schott & Endl.
- Scaphopetalum Mast.
- Schoutenia Korth.
- Scleronema Benth.
- Senra Cav.
- Septotheca Ulbr.
- Seringia J.Gay
- Sida L.
- Sidalcea A.Gray ex Benth.
- Sidasodes Fryxell & Fuertes
- Sidastrum Baker f.
- Sparrmannia L.f.
- Sphaeralcea A.St.-Hil.
- Spirabutilon Krapov.
- Spirotheca Ulbr.
- Sterculia L.
- Tarasa Phil.
- Tetralix Griseb.
- Tetrasida Ulbr.
- Theobroma L.
- Thepparatia Phuph.
- Thespesia Sol. ex Corrêa
- Thomasia J.Gay
- Tilia L.
- Trichospermum Blume
- Triplochiton K.Schum.
- Triumfetta Plum. ex L.
- Ungeria Schott & Endl.
- Urena Dill. ex L.
- Urocarpidium Ulbr.
- Vasivaea Baill.
- Waltheria L.
- Wercklea Pittier & Standl.
- Wissadula Medik.
- Woodianthus Krapov.